# Kompaktierung (Elektrotechnik)
Die Kompaktierung ist ein optionaler, oftmals abschließender Schritt beim Layoutentwurf von integrierten Schaltkreisen und Leiterplatten, bei dem ein optimiertes Schaltungslayout, beispielsweise hinsichtlich seines Flächenbedarfs, erzeugt wird.
Die Kompaktierung nutzt man entweder zum Optimieren eines Layouts (Layoutoptimierung) oder zu seiner Erzeugung  (Layoutgenerierung). Eingangsdaten sind im ersten Fall ein Entwurfsregel-korrektes Schaltungslayout (z. B. Maskenlayout), bei der zweiten Anwendung ein symbolisches Layout mit einer abstrakten Darstellung aller Komponenten (z. B. Stick-Diagramm). Ziel der Kompaktierung ist in beiden Fällen eine Layoutanordnung mit minimaler Fläche unter Einhaltung aller Entwurfsregeln. Moderne Kompaktierungswerkzeuge optimieren darüber hinaus gezielt einzelne Parameter eines Schaltungslayouts, wie z. B. Signallaufzeiten. 